# Cristian Zaccardo
Cristian Zaccardo (ur. 21 grudnia 1981 w Formigine) – włoski piłkarz występujący na pozycji obrońcy, reprezentant Włoch w latach 2004–2007, złoty medalista Mistrzostw Świata 2006.

## Kariera klubowa
Zaccardo jest wychowankiem klubu Bologna FC. W 2000 został na krótko wypożyczony do trzecioligowego Spezii Calcio 1906. W 2001 roku zadebiutował w Serie A w barwach Bolonii prowadzonej przez trenera Francesco Guidolina i szybko stał się podstawowym zawodnikiem tego klubu. W 2004 roku podpisał kontrakt z beniaminkiem włoskiej ekstraklasy – US Palermo, do którego przeszedł wraz ze swoim byłym trenerem z Bolonii. Z zespołem z Sycylii występował między innymi w rozgrywkach Pucharze UEFA. Dla ekipy „Aquile” rozegrał łącznie 142 pojedynki w Serie A. Latem 2008 przeniósł się do niemieckiego zespołu VfL Wolfsburg. W 2009 powrócił do Włoch, gdzie został graczem Parma FC. 20 września strzelił gola w zwycięskim 1:0 meczu ze swoją byłą drużyną – US Palermo. 25 stycznia 2013 na zasadzie transferu definitywnego przeszedł do AC Milan, 2 marca 2013 roku zadebiutował w tym klubie.

## Kariera reprezentacyjna
Christian Zaccardo występował już w młodzieżowych reprezentacjach Włoch, między innymi w drużynie do lat 21, gdzie jako zawodnik Bolonii był podstawowym graczem. W drużynie seniorów zadebiutował 17 listopada 2004 w zremisowanym 1:1 meczu przeciwko Finlandii. W 2006 zaliczył występy na mistrzostwach świata w Niemczech, na których zdobył samobójczą bramkę w meczu grupowym ze Stanami Zjednoczonymi, który zakończył się remisem 1:1. Turniej zakończył się zdobyciem przez Włochów złotego medalu.

## Sukcesy
Włochy
- mistrzostwo świata: 2006

Włochy U-21
- mistrzostwo Europy: 2004

VfL Wolfsburg
- mistrzostwo Niemiec: 2008/09

SP Tre Fiori
- Puchar San Marino: 2018/19

## Odznaczenia
- Order Zasługi Republiki Włoskiej IV klasy (2006)[1]